# Chloramine

Allgemeine Strukturformel von Chloraminen (charakteristische Bindung ist blau markiert) gezeichnet – R^{1}, R^{2} = Organische Reste, Wasserstoffatome, oder Chloratome.

Chloramine sind eine Untergruppe der Amine, bei denen eine oder mehrere Bindungen des Stickstoffatoms zu Chloratomen vorliegen.

## Vertreter

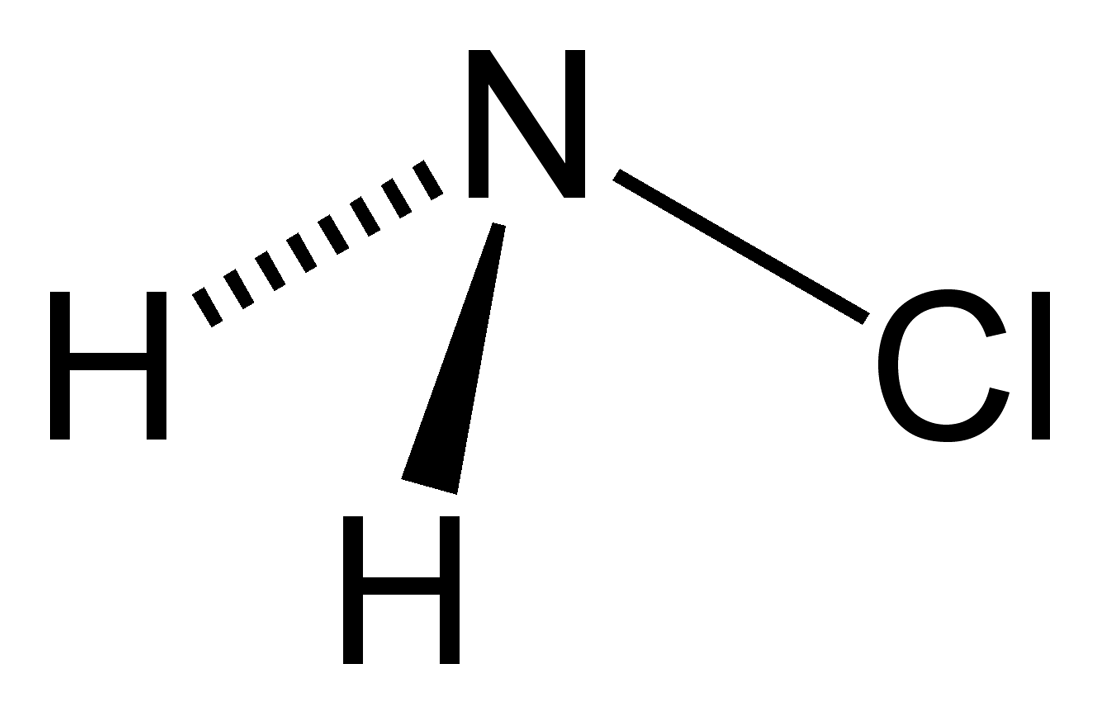
Monochloramin, NH_{2}Cl
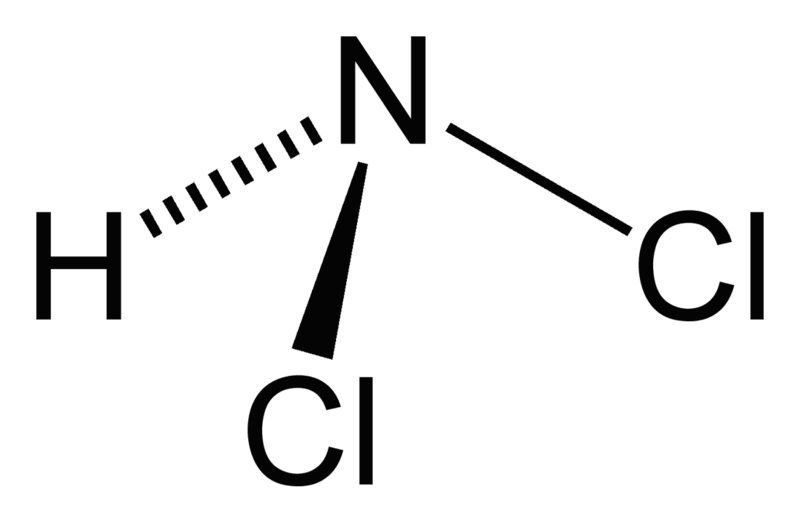
Dichloramin, NHCl_{2}
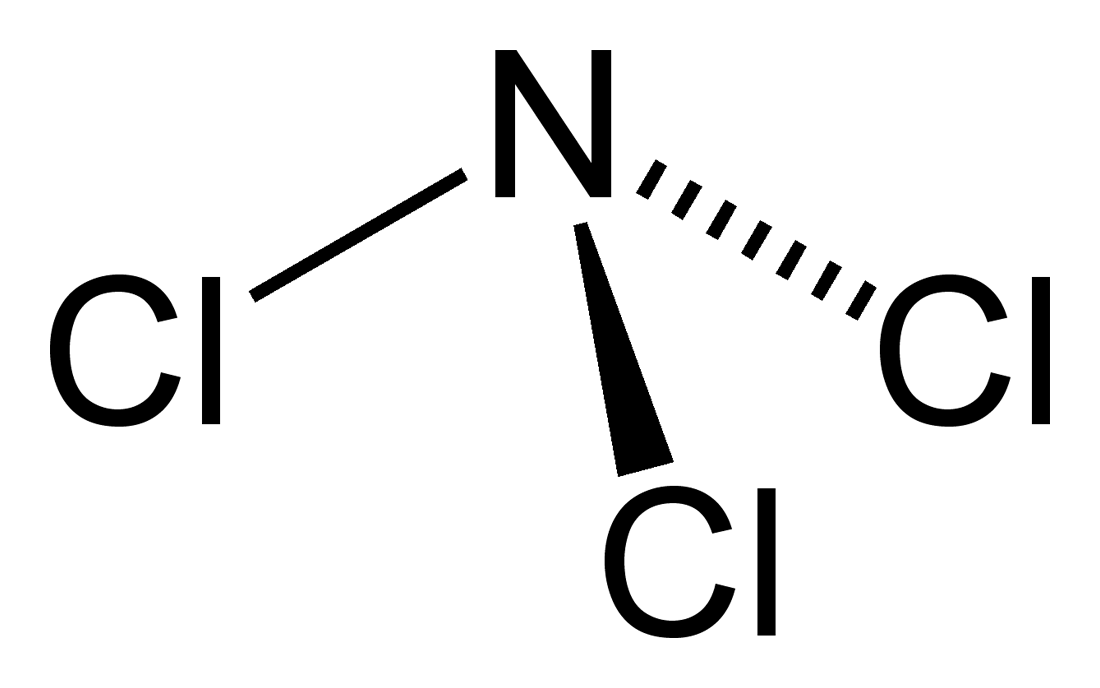
Stickstofftrichlorid, Trichloramin, NCl_{3}
Chloramin B, C_{6}H_{5}ClNNaO_{2}S
Chloramin T, C_{7}H_{7}ClNNaO_{2}S

- Monochloramin, NH2Cl
- Dichloramin, NHCl2
- Stickstofftrichlorid, Trichloramin, NCl3
- Chloramin B, C6H5ClNNaO2S
- Chloramin T, C7H7ClNNaO2S

## Entstehung und Vorkommen
Chloramine entstehen durch Reaktion von Chlor mit stickstoffhaltigen Verbindungen. In Schwimmbädern bilden sich Chloramine z. B. durch die Reaktion von Chlor mit Harnstoff, Kreatinin oder Aminosäuren. Sie verursachen Augenreizungen der Schwimmer und den typischen Schwimmbadgeruch.
Im Schwimmbadkreislauf erfolgt die Entfernung durch Adsorption an Aktivkohle oder durch Zerlegung mit Ultraviolettstrahlung.